# Paseo de la Ribera (Ayamonte)
El Paseo de la Ribera (anteriormente llamado Paseo de Tetuán y Paseo de José Antonio) es una plaza diseñada por el arquitecto José Granados de la Vega, ubicada en la zona céntrica del Barrio de la Ribera, estando la plaza, muy cerca del Puerto Deportivo de Ayamonte, y a continuación de la Plaza de la Coronación. El Paseo de la Ribera es uno de los lugares más emblemáticos de Ayamonte, debido a su tamaño y a la forma por la que está constituida el mismo. Encontramos altas palmeras bordeando la plaza, así como bancos con azulejos blancos y azules.
Aunque no se encuentre en la plaza ningún edificio importante, es un lugar muy destacado, ya que es aquí donde se enmarca como telón de fondo las actividades realizadas por diferentes festividades, tales como Navidad o Carnaval, además de ser el lugar donde se coloca la Tribuna Oficial de la Semana Santa de Ayamonte, lugar de paso obligado para todas las cofradías de la ciudad.

## Plaza de la Coronación
Anexa al Paseo de la Ribera, la Plaza de la Coronación, así como su emblemática fuente, fueron nombradas así en honor a la Coronación Canónica de Nuestra Señora de las Angustias, patrona de Ayamonte, en 1992.